# بزرگراه ارتش (گرجستان)
بزرگراه ارتش مسیری کوهستانی و جنگلی در گرجستان است که شهر تفلیس را به ولادی‌قفقاز در روسیه متصل می‌کند. این مسیر باستانی در ابتدا جاده‌ای سخت‌گذر (صعب‌العبور) و خاکی بود که در ابتدای سده نوزدهم میلادی به دست روس‌ها بازسازی شد. این مسیر برای دسترسی به آنانوری و نیز معدن فیروزه ژینوالی استفاده می‌شد. هم‌اکنون دسترسی به پیست اسکیِ گودائوری و گذرگاه جواری از این بزرگراه امکان پذیر است.